# ویگفیلد
ویگفیلد (به انگلیسی: Whigfield) با نام کامل سانی شارلوت کارلسون (به انگلیسی: Sannie Charlotte Carlson) (زاده ۱۱ آوریل ۱۹۷۰) خواننده دانمارکی است.